# Phước Vĩnh Đông
Phước Vĩnh Đông là một xã thuộc huyện Cần Giuộc, tỉnh Long An, Việt Nam.

## Địa lý
Xã Phước Vĩnh Đông nằm ở phía đông nam huyện Cần Giuộc, có vị trí địa lý:
- Phía đông giáp Thành phố Hồ Chí Minh với ranh giới là sông Soài Rạp
- Phía tây giáp xã Phước Vĩnh Tây
- Phía nam giáp các xã Đông Thạnh và Tân Tập
- Phía bắc giáp xã Phước Lại và Thành phố Hồ Chí Minh.

Xã có diện tích 17,88 km², dân số năm 1999 là 6.602 người, mật độ dân số đạt 369 người/km².

## Hành chính
Xã được chia thành 4 ấp: Đông Bình, Vĩnh Thạnh, Thạnh Trung và Đông An( được tách ra từ ấp Thạnh Trung)